# Independent Spirit Award/Bester Hauptdarsteller

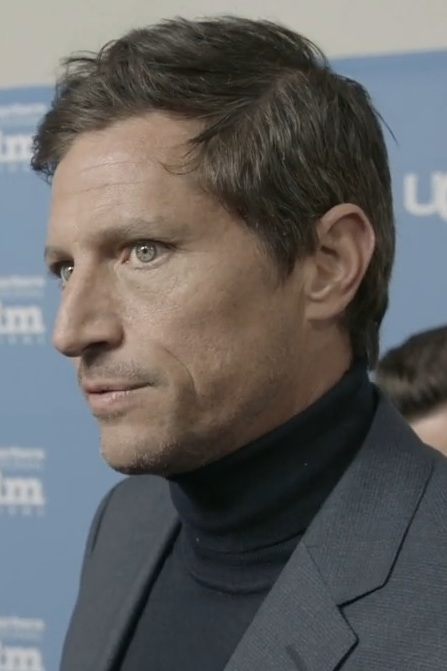
Letzter Preisträger 2022: Simon Rex (Red Rocket)

Der Independent Spirit Award in der Kategorie Bester Hauptdarsteller (Best Male Lead) wurde von 1986 bis 2022 verliehen. Damit ehrte die Organisation Film Independent den aus ihrer Sicht besten Schauspieler des vergangenen Kinojahres in einer Hauptrolle. Im Jahr 2023 wurde die Kategorie durch den genderneutralen Preis für die Beste Hauptrolle ersetzt.
In den Jahren 2006, 2010, 2012 und 2014 und 2017 stimmte der Preisträger mit dem Oscar-Gewinner in der Kategorie Bester Hauptdarsteller überein.
| Statistik                          | Name                   | Anzahl | Jahr               |
| Häufigste Auszeichnungen           | Jeff Bridges           | 2      | 1994, 2010         |
| Häufigste Auszeichnungen           | Philip Seymour Hoffman | 2      | 2006, 2008         |
| Häufigste Nominierungen (* = Sieg) | Jeff Bridges           | 3      | 1994*, 2005, 2010* |
| Häufigste Nominierungen (* = Sieg) | Ryan Gosling           | 3      | 2002, 2007*, 2012  |
| Häufigste Nominierungen (* = Sieg) | Sean Penn              | 3      | 1996*, 1999, 2009  |
| Häufigste Nominierungen (* = Sieg) | James Woods            | 3      | 1987*, 1988, 1989  |
| Häufigste Nominierungen ohne Sieg  | Aaron Eckhart          | 2      | 2007, 2011         |
| Häufigste Nominierungen ohne Sieg  | Jake Gyllenhaal        | 2      | 2002, 2015         |
| Häufigste Nominierungen ohne Sieg  | Jeremy Renner          | 2      | 2003, 2009         |
| Häufigste Nominierungen ohne Sieg  | David Strathairn       | 2      | 2000, 2006         |

## 1980er-Jahre
1986
M. Emmet Walsh – Blood Simple – Eine mörderische Nacht (Blood Simple)
- Rubén Blades – Zerbrechliche Träume (Crossover Dreams)
- Tom Bower – Wildrose
- Treat Williams – Bedrohliches Geflüster (Smooth Talk)

1987
James Woods – Salvador
- Roberto Benigni – Down by Law
- Willem Dafoe – Platoon
- Dennis Hopper – Blue Velvet
- Victor Love – Native Son

1988
Dennis Quaid – The Big Easy – Der große Leichtsinn (The Big Easy)
- Spalding Gray – Nach Kambodscha schwimmen (Swimming to Cambodia)
- Terry O’Quinn – The Stepfather
- Mickey Rourke – Barfly
- James Woods – Best Seller

1989
Edward James Olmos – Stand and Deliver
- Eric Bogosian – Talk Radio
- Harvey Fierstein – Das Kuckucksei (Torch Song Trilogy)
- Chris Mulkey – Patti Rocks – Sex macht Spaß (Patti Rocks)
- James Woods – Der Preis des Erfolges (The Boost)

## 1990er-Jahre
1990
Matt Dillon – Drugstore Cowboy
- Nicolas Cage – Vampire’s Kiss
- Charles Lane – Sidewalk Stories
- Randy Quaid – Pfui Teufel – Daddy ist ein Kannibale (Parents)
- James Spader – Sex, Lügen und Video (Sex, Lies, and Videotape)

1991
Danny Glover – Zorniger Schlaf (To Sleep with Anger)
- Martin Priest – Das Komplott gegen Harry (Das Komplott gegen Harry)
- Christopher Reid – House Party
- Michael Rooker – Henry: Portrait of a Serial Killer
- Christian Slater – Hart auf Sendung (Pump Up the Volume)

1992
River Phoenix – My Private Idaho (My Own Private Idaho)
- Doug E. Doug – Hangin’ Out – 4 Homeboys unterwegs (Hangin' with the Homeboys)
- Robert Duvall – Die Lust der schönen Rose (Rambling Rose)
- Gary Oldman – Rosenkranz & Güldenstern (Rosencrantz & Guildenstern Are Dead)
- William Russ – Sein letztes Spiel (Pastime)

1993
Harvey Keitel – Bad Lieutenant
- Craig Chester – Swoon
- Laurence Fishburne – Jenseits der weißen Linie (Deep Cover)
- Peter Greene – Laws of Gravity
- Michael Rapaport – Zebrahead

1994
Jeff Bridges – American Heart – Die zweite Chance (American Heart)
- Vincent D’Onofrio – Ein ganz normales Wunder (Household Saints)
- Mitchell Lichtenstein – Das Hochzeitsbankett (喜宴, Hsi yen)
- Matthew Modine – Equinox
- Tyrin Turner – Menace II Society

1995
Samuel L. Jackson – Pulp Fiction
- Sihung Lung – Eat Drink Man Woman (飲食男女, Yǐn Shí Nán Nǚ)
- William H. Macy – Oleanna
- Campbell Scott – Mrs. Parker und ihr lasterhafter Kreis (Mrs. Parker and the Vicious Circle)
- Jon Seda – Life is Trouble (I Like It Like That)

1996
Sean Penn – Dead Man Walking – Sein letzter Gang (Dead Man Walking)
- Nicolas Cage – Leaving Las Vegas
- Tim Roth – Little Odessa
- Jimmy Smits – Meine Familie (My Family)
- Kevin Spacey – Unter Haien in Hollywood (Swimming with Sharks)

1997
William H. Macy – Fargo
- Chris Cooper – Lone Star
- Chris Penn – Das Begräbnis (The Funeral)
- Tony Shalhoub – Big Night
- Stanley Tucci – Big Night

1998
Robert Duvall – Apostel! (The Apostle)
- Peter Fonda – Ulee’s Gold
- Christopher Guest – Wenn Guffman kommt (Waiting for Guffman)
- Philip Baker Hall – Last Exit Reno (Sydney)
- John Turturro – Box of Moonlight (Box of Moon Light)

1999
Ian McKellen – Gods and Monsters
- Dylan Baker – Happiness
- Nick Nolte – Der Gejagte (Affliction)
- Sean Penn – Hurlyburly
- Courtney B. Vance – Blindes Vertrauen (Blind Faith)

## 2000er-Jahre
2000
Richard Farnsworth – Eine wahre Geschichte – The Straight Story (The Straight Story)
- John Cusack – Being John Malkovich
- Terence Stamp – The Limey
- David Strathairn – Wenn der Nebel sich lichtet – Limbo (Limbo)
- Noble Willingham – The Corndog Man

2001
Javier Bardem – Before Night Falls
- Adrien Brody – Restaurant
- Billy Crudup – Jesus’ Son
- Hill Harper – The Visit
- Mark Ruffalo – You Can Count on Me

2002
Tom Wilkinson – In the Bedroom
- Brian Cox – L.I.E. – Long Island Expressway (L.I.E.)
- Ryan Gosling – Inside a Skinhead
- Jake Gyllenhaal – Donnie Darko
- John Cameron Mitchell – Hedwig and the Angry Inch

2003
Derek Luke – Antwone Fisher
- Graham Greene – Skins
- Danny Huston – Ivansxtc
- Jeremy Renner – Dahmer
- Campbell Scott – Sex für Anfänger (Roger Dodger)

2004
Bill Murray – Lost in Translation
- Peter Dinklage – Station Agent (The Station Agent)
- Paul Giamatti – American Splendor
- Ben Kingsley – Haus aus Sand und Nebel (House of Sand and Fog)
- Lee Pace – Soldier’s Girl

2005
Paul Giamatti – Sideways
- Kevin Bacon – The Woodsman
- Jeff Bridges – The Door in the Floor – Die Tür der Versuchung (The Door in the Floor)
- Jamie Foxx – Redemption – Früchte des Zorns (Redemption: The Stan Tookie Williams Story)
- Liam Neeson – Kinsey – Die Wahrheit über Sex (Kinsey)

2006
Philip Seymour Hoffman – Capote
- Jeff Daniels – Der Tintenfisch und der Wal (The Squid and the Whale)
- Terrence Howard – Hustle & Flow
- Heath Ledger – Brokeback Mountain
- David Strathairn – Good Night, and Good Luck.

2007
Ryan Gosling – Half Nelson
- Aaron Eckhart – Thank You for Smoking
- Edward Norton – Der bunte Schleier (The Painted Veil)
- Ahmad Razvi – Man Push Cart
- Forest Whitaker – American Gun

2008
Philip Seymour Hoffman – Die Geschwister Savage (The Savages)
- Pedro Castaneda – August Evening
- Don Cheadle – Talk to Me
- Frank Langella – Starting Out in the Evening
- Tony Leung – Gefahr und Begierde (色，戒, Sè, jiè)

2009
Mickey Rourke – The Wrestler
- Javier Bardem – Vicky Cristina Barcelona
- Richard Jenkins – Ein Sommer in New York – The Visitor (The Visitor)
- Sean Penn – Milk
- Jeremy Renner – Tödliches Kommando – The Hurt Locker (The Hurt Locker)

## 2010er-Jahre
2010
Jeff Bridges – Crazy Heart
- Colin Firth – A Single Man
- Joseph Gordon-Levitt – (500) Days of Summer
- Souleymane Sy Savane – Goodbye Solo
- Adam Scott – The Vicious Kind

2011
James Franco – 127 Hours
- Ronald Bronstein – Go Get Some Rosemary
- Aaron Eckhart – Rabbit Hole
- John C. Reilly – Cyrus
- Ben Stiller – Greenberg

2012
Jean Dujardin – The Artist
- Demián Bichir – A Better Life
- Ryan Gosling – Drive
- Woody Harrelson – Rampart – Cop außer Kontrolle (Rampart)
- Michael Shannon – Take Shelter – Ein Sturm zieht auf (Take Shelter)

2013
John Hawkes – The Sessions – Wenn Worte berühren (The Sessions)
- Jack Black – Bernie – Leichen pflastern seinen Weg (Bernie)
- Bradley Cooper – Silver Linings (Silver Linings Playbook)
- Thure Lindhardt – Keep the Lights On
- Matthew McConaughey – Killer Joe
- Wendell Pierce – Four

2014
Matthew McConaughey – Dallas Buyers Club
- Bruce Dern – Nebraska
- Chiwetel Ejiofor – 12 Years a Slave
- Oscar Isaac – Inside Llewyn Davis
- Michael B. Jordan – Nächster Halt: Fruitvale Station (Fruitvale Station)
- Robert Redford – All Is Lost

2015
Michael Keaton – Birdman oder (Die unverhoffte Macht der Ahnungslosigkeit) (Birdman or (The Unexpected Virtue of Ignorance))
- André 3000 – Jimi: All Is by My Side
- Jake Gyllenhaal – Nightcrawler – Jede Nacht hat ihren Preis (Nightcrawler)
- John Lithgow – Liebe geht seltsame Wege (Love Is Strange)
- David Oyelowo – Selma

2016
Abraham Attah – Beasts of No Nation
- Christopher Abbott – James White
- Ben Mendelsohn – Mississippi Grind
- Jason Segel – The End of the Tour
- Koudous Seihon – Mediterranea

2017
Casey Affleck – Manchester by the Sea
- David Harewood – Free In Deed
- Viggo Mortensen – Captain Fantastic – Einmal Wildnis und zurück (Captain Fantastic)
- Jesse Plemons – Other People
- Tim Roth – Chronic

2018
Timothée Chalamet – Call Me by Your Name
- Harris Dickinson – Beach Rats
- James Franco – The Disaster Artist
- Daniel Kaluuya – Get Out
- Robert Pattinson – Good Time

2019
Ethan Hawke – First Reformed
- Daveed Diggs – Blindspotting
- John Cho – Searching
- Christian Malheiros – Sócrates
- Joaquin Phoenix – A Beautiful Day (You Were Never Really Here)

## 2020er-Jahre
2020
Adam Sandler – Der schwarze Diamant (Uncut Gems)
- Chris Galust – Give Me Liberty
- Kelvin Harrison Jr. – Luce
- Robert Pattinson – Der Leuchtturm (The Lighthouse)
- Matthias Schoenaerts – The Mustang

2021
Riz Ahmed – Sound of Metal
- Chadwick Boseman – Ma Rainey’s Black Bottom
- Adarsh Gourav – Der weiße Tiger (The White Tiger)
- Rob Morgan – Bull
- Steven Yeun – Minari – Wo wir Wurzeln schlagen (Minari)

2022
Simon Rex – Red Rocket
- Clifton Collins jr. – Jockey
- Frankie Faison – The Killing of Kenneth Chamberlain
- Michael Greyeyes – Wild Indian
- Udo Kier – Swan Song